# ニコラ・ピンナ
ニコラ・ピンナ（Nicola Pinna、1988年10月15日 -）はイタリア生まれの騎手である。

## 経歴
2004年にイタリア騎手免許を取得し、有力厩舎との契約がないフリーランスながら、2009年は134勝、2010年は148勝でイタリアリーディングジョッキーランキングで2年連続3位となる。
2011年に5月7日から7月3日までのJRA短期免許を取得（身元引受調教師：友道康夫、身元引受馬主：吉田和美）。5月7日の東京第1レースでJRA初騎乗。5月8日のNHKマイルカップで重賞およびG1初騎乗。5月14日の京都第12レースで初勝利。約2カ月で11勝を挙げた。同年秋に10月1日から10月30日までの短期免許を取得して再来日（身元引受調教師、馬主は同じ）。短期免許最終日に行われた天皇賞（秋）をトーセンジョーダン騎乗で勝利し、JRA重賞およびJRAG1初勝利を飾った。これまで大レースでの勝利はなく、自身にとってG1初勝利でもあった。秋は約1カ月で7勝を挙げた。
同い年のイタリア人騎手で友人でもあるウンベルト・リスポリに招待されて日本の競馬を観戦したこと、リスポリの日本での活躍と来日の勧めなどに触発され、日本での騎乗を決意したという。
リスポリには「腕っ節の強い、追えるジョッキーで、日本のダートでは自分より稼ぐと思う」と評されている。
なお現在は、香港を拠点に騎乗している。

## 主な勝ち鞍

### イタリア
- G1未勝利

### 日本
- 天皇賞（秋） - トーセンジョーダン
- フィリーズレビュー - アイムユアーズ

## 参考
- ニコラ・ピンナ騎手に短期騎手免許交付